# Chrysopa pleuralis
Chrysopa pleuralis is een insect uit de familie van de gaasvliegen (Chrysopidae), die tot de orde netvleugeligen (Neuroptera) behoort. 
Chrysopa pleuralis is voor het eerst wetenschappelijk beschreven door Banks in 1911.